# Куарента-Касас
Куарента-Касас (исп. Cuarenta Casas, дословно — «сорок домов») — археологический памятник, расположенный в 336 км к северо-западу от столицы мексиканского штата Чиуауа. В этой зоне обнаружено множество пещер с оборудованными внутри них жилищами древних пуэбло. Из данных пещер наибольшую известность получила Пещера окон (исп. Cueva de las Ventanas).
Название «сорок домов» происходит от ошибки конкистадоров, которые полагали, что относительно небольшое количество пещер соответствует количеству находившихся в них жилищ.
Жилища Куарента-Касас были сооружены в поздний период Пакиме — субкультуры в составе культуры Могольон (1205—1260 гг. н. э.), когда она переживала свой расцвет. В это время зона Куарента-Касас использовалась как место встречи для торговцев культуры Пакиме, чьи торговые маршруты простирались от побережья Тихого океана до Калифорнийского залива. Предполагается, что поселение Куарента-Касас было основано для защиты торговых дорог культуры Пакиме.
Поселение приходит в упадок около 1340 г. до н. э. — возможно, поселение было разрушено противником (о причинах упадка культур древних пуэбло см. в статьях анасази, могольон и др.) С упадком Пакиме перестали использоваться и торговые пути, и местные жители перешли к более примитивному образу жизни. Тем не менее, периодически пещеры использовались для церемониальных целей.
Ко времени прибытия европейцев пещеры населяло местное племя, именовавшее себя ховас (Jovas). К настоящему времени это племя исчезло.